# Volker Puthz
Volker Puthz (* 9. Juli 1941 in Berlin) ist ein deutscher Biologe, Entomologe und Taxonom. Er ist anerkannter Spezialist für Kurzflügler (Staphylinidae).

## Leben
Puthz wuchs in seiner Geburtsstadt Berlin und im mecklenburgischen Dargun auf. In seiner Kindheit begann er mit dem Sammeln von Insekten (v. a. Käfern) und Mollusken. 1958 wurde er Mitglied der Deutschen Entomologischen Gesellschaft. Ab 1960 studierte er Biologie und Germanistik an der Freien Universität Berlin, mit einem zweisemestrigen Zwischenaufenthalt an der Universität Wien, und absolvierte 1968 die 1. Staatsprüfung für das Amt des Studienrats.
1969 zog Puthz nach Schlitz und setzte seine Studien an der Justus-Liebig-Universität Gießen fort. Er war auch in der Limnologischen Flussstation des Max Planck-Instituts für Limnologie in Schlitz unter Joachim Illies tätig. 1973 wurde er an der Gesamthochschule Kassel mit einer Arbeit über afrikanische Kurzflügelkäfer zum Dr. rer. nat. promoviert. Er legte in Berlin die zweiten Staatsprüfung für das Lehramt am Gymnasium ab und arbeitete ab 1974 als Gymnasiallehrer sowie in der Lehrerausbildung. Er war langjähriger Fachleiter für Biologie am Studienseminar für Gymnasien in Fulda. 2006 ging er als Studiendirektor in den Ruhestand.
Als Koleopterologe beschäftigte sich Puthz mit der Familie Staphylinidae, insbesondere den Unterfamilien Steninae, Megalopsidiinae und Euaesthetinae. Für die Gattung Stenus ist er ein international anerkannter Spezialist. Er hat über 2400 Taxa neu beschrieben und rund 600 wissenschaftliche Publikationen veröffentlicht. Für seine Leistungen wurde er 2016 mit dem Ernst-Jünger-Preis für Entomologie ausgezeichnet. Seine Sammlung übergab er dem Staatlichen Museum für Naturkunde Stuttgart.
Puthz lebt in Schlitz. Er leitet das dortige Stadtarchiv und betreibt lokalhistorische Studien. Seit 1985 engagiert er sich als Sozialdemokrat auch in der Kommunalpolitik. Er war von 1989 bis 1993 Stadtverordneter von Schlitz und ab 1993 Mitglied des Magistrats. 2016 wurde er zum Ehrenstadtrat von Schlitz ernannt.